# Шарль де Морні
Герцог Шарль Огюст Жозеф Луї де Морні (фр. Duke Charles Auguste Louis Joseph de Morny; 15 вересня 1811, Сен-Моріс, Швейцарія — 10 березня 1865) — французький політичний діяч і фінансист, брат Імператора Франції Наполеона ІІІ.
Його матір'ю була королева Гортензія, дружина Луї Бонапарта.
Морні був одним із палких прихильників і організаторів проголошеної 22 січня 1852 року Другої французької Імперії. Обіймав посаду міністра внутрішніх справ.
Морні ніколи не приховував симпатій до Орлеанської династії загалом і до короля Луї-Філіпа зокрема. І коли Друга імперія запрагла конфіскувати майно родини короля, подав у відставку. Але це не перешкоджало його стрімкій кар‘єрі за правління Наполеона ІІІ.
Від листопада 1854 до травня 1856 року він стає президентом Законодавчого корпусу і продовжив у нім головування від 1857 до 1865 року.
Помер 10 березня 1865 року.